# 大派皇子
大派皇子（おおまたのおうじ、敏達天皇14年（585年）以前? - 没年不詳）は、飛鳥時代の皇族。敏達天皇の第三皇子。母は春日老女子（かすが の おみなご）。同母兄に難波皇子、春日皇子。同母姉に桑田皇女。

## 概要
別の記述では「大俣王」とも書かれることから、敏達天皇の孫「大俣王」と同一人物と見る説もある。
舒明天皇8年（636年）に官人の勤務制度について大臣の蘇我蝦夷に「今より以後、卯（うのとき）の始めに朝（まゐ）りて、巳（みのとき）の後に退でむ。因りて鐘を以て節（ととのへ）とせよ」（官人たちの出仕・退出時間があいまいなので、鐘で勤務時間をはっきりとさせよう）と意見をだしているが、無視されている。推古天皇12年（604年）に朝礼を改むとあり、宮門の出入りには二つの手をもって地を押し、二つの脚をもってひざまづいて、門の内外のしきりを越えて立ってゆけ、となり、すなわち、跪伏礼を行わせているところから、推古天皇の時代には、朝堂・朝庭を備えた大王の宮で朝参・朝政が既に行われていたようである。『隋書』「倭国伝」によると、開皇20年（推古天皇8年、600年）の遣隋使の際に、倭王が夜明け前から政を聴き、日が出ると政務を停止していることを、高祖が「これ大いに義理なし」と改めさせた、とある。なお、大化3年（647年）孝徳天皇が小郡宮にて礼法を定めた内容によると、有位者は寅の時に、南門で列を作って日の出を待ち、日の出とともに朝庭に行き、再拜して政庁にはいること、午の時になったら退出せよ、と決められている。時代が下って天武天皇7年（678年）に官吏の考選法を定めた際にも公務のために使者に任じられた者が当日になってから仮病や親の死などを偽って任務を辞退する者がいると詔をもって非難されており、官人のルーズな勤務態度は半世紀近く経っても変わらなかったことを示している。
皇極天皇元年（642年）、舒明天皇の大葬では巨勢徳多が大派皇子の代わりに誄を述べている。この頃、皇子は王族中の最年長者であり、天皇の叔父として誄をする立場にあり、軽皇子（後の孝徳天皇）の代理粟田細目や蘇我蝦夷の代理大伴長徳らより先に誄を述べられていることから、当時の大派皇子の地位が高かったことが分かる。